# Ludwig Delbrück

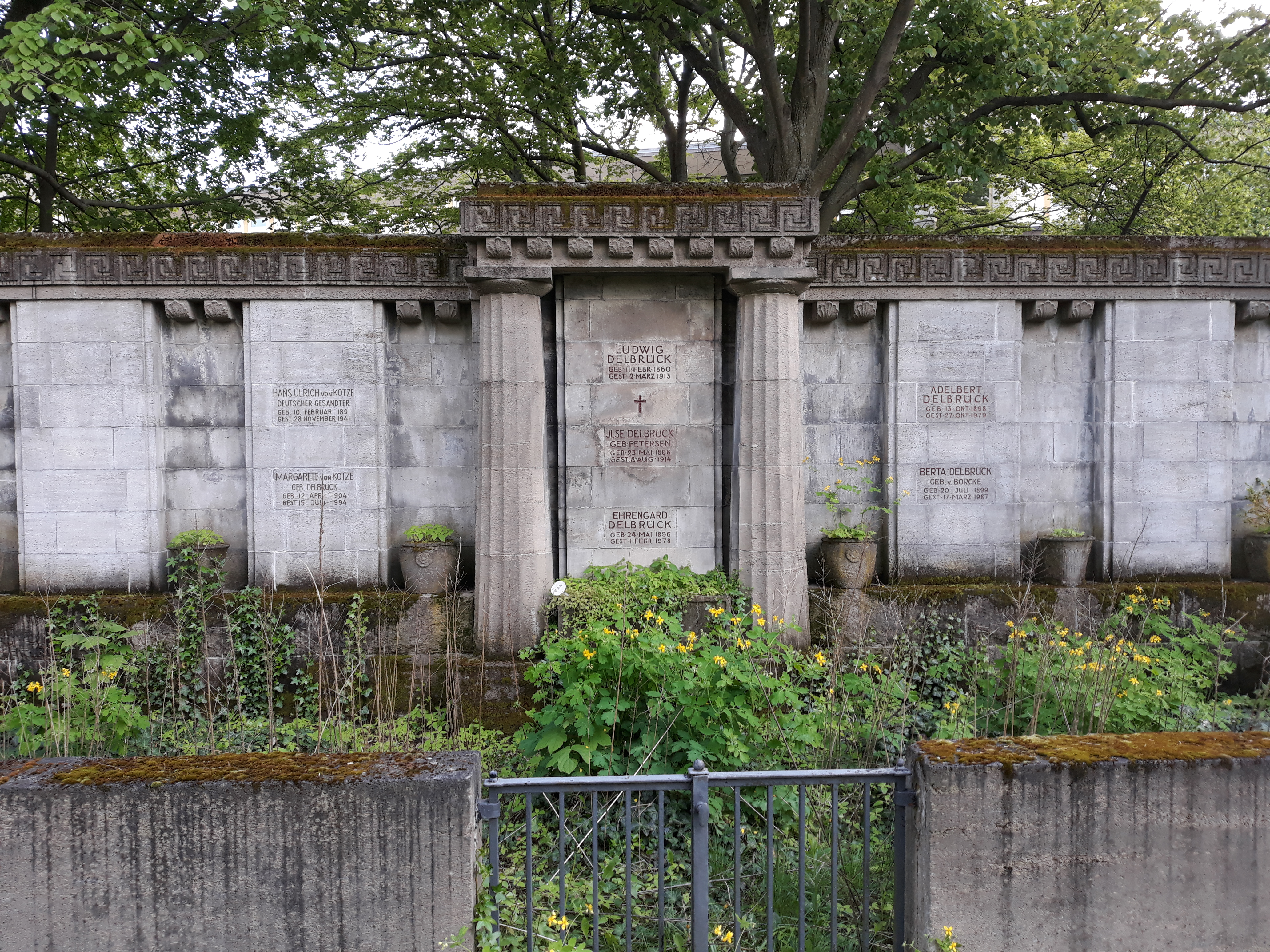
Das Grab von Ludwig Delbrück und seiner Ehefrau Inge geborene Petersen auf dem Friedhof III der Jerusalemer und Neuen Kirche in Berlin

Ludwig Delbrück (* 11. Februar 1860 in Berlin; † 12. März 1913 in Berlin – Suizid) war ein deutscher Bankier.

## Leben

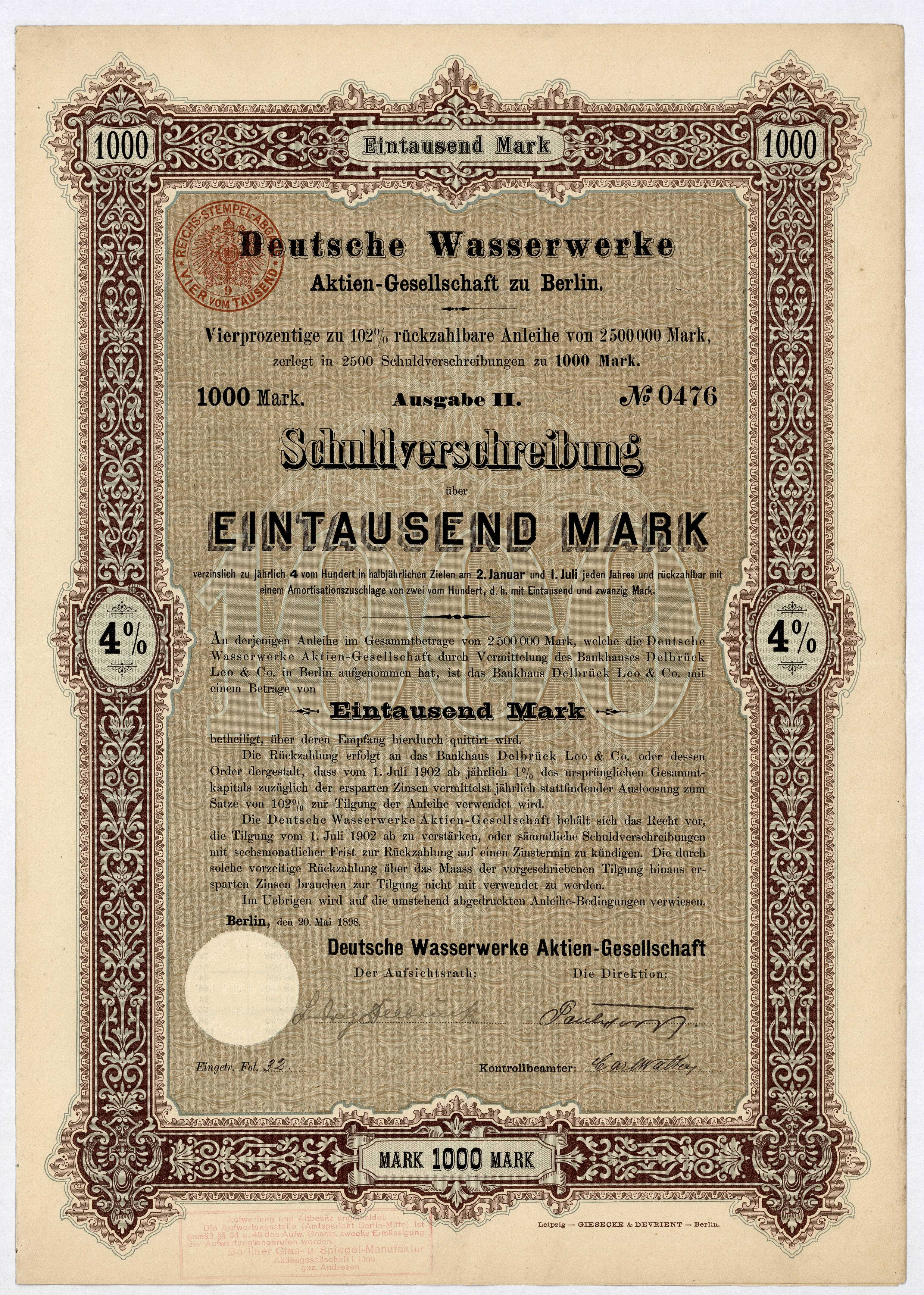
Anleihe über 1000 Mark der Deutschen Wasserwerke AG vom 25. Mai 1898; mit Unterschrift von Ludwig Delbrück als Aufsichtsrat

Delbrück war Sohn des Bankiers Gottlieb Adelbert Delbrück. 1879 hat er das Abitur am Friedrichswerderschen Gymnasium abgelegt. 1886 wurde er Teilhaber des vom Vater mitbegründeten Bankhauses Delbrück, Leo & Co., gründete 1889 in Berlin die "Deutsche Wasserwerke AG" und trat 1891 der Gesellschaft der Freunde bei. 1910 kam es zur Fusion der Delbrück-Bank mit der älteren Privatbank Gebrüder Schickler zum Bankhaus Delbrück, Schickler & Co., dessen Teilhaber Ludwig Delbrück wurde. Durch diese Fusion wurde Delbrück kaiserlicher Schatullenverwalter (Hofbankier). Daneben war er Mitglied im Aktionärsausschuss der Bank des Berliner Kassenvereins. Als einer der führenden preußischen Privatbankiers gehörte Ludwig Delbrück zahlreichen Aufsichtsräten an. Von 1903 bis 1913 war Delbrück Mitglied im ersten Aufsichtsrat der Fried. Krupp AG sowie Inhaber einer Aktie und somit einer von fünf Aktionären dieses Unternehmens. Von 1904 bis 1913 gehörte Delbrück dem Aufsichtsrat der Hypothekenbank in Hamburg an. Den Aktienbanken stand Delbrück – im Unterschied zu seinem Vater – kritisch gegenüber.
Die Beziehungen zum Kaiserhaus gingen über den finanziellen Bereich hinaus. Auf dem von Delbrück gepachteten und bewohnten Gut Madlitz fanden zahlreiche kaiserliche Jagden statt. Im Gegenzug wurde Delbrück 1908 auf Lebenszeit zum Mitglied des preußischen Herrenhauses ernannt. Im folgenden Jahr war Delbrück Mitglied der Immediatskommission zur Verwaltungsreform und der Staatsschuldenkommission.
Delbrück war 1911 Gründungsmitglied und bis zu seinem Tod 2. Vizepräsident der Kaiser-Wilhelm Gesellschaft. In dieser Funktion war er seit 1911 auch Mitglied des Senates der Kaiser-Wilhelm-Gesellschaft. Politisch war er konservativ eingestellt. Daher verließ er 1911 wie die Schwerindustriellen auch den Hansabund. Delbrück war auch Mitglied des deutschen Flottenvereins und seit 1910 Schatzmeister der Carnegie-Stiftung für Lebensretter.
Ludwig Delbrück, dem in seinen letzten Lebensjahren "hochgradige Nervosität" bescheinigt wurde, erhängte sich am 12. März 1913 im eigenen Badezimmer nach der Einsegnung zweier seiner Kinder in der Dreifaltigkeitskirche. Die Hintergründe für diesen Schritt sind unklar, die Vermögensverhältnisse waren beim Tod wohlgeordnet. Delbrück wurde auf dem Friedhof der Jerusalems- und Neuen Kirche III vor dem Halleschen Tor beerdigt. Sein Sohn Adelbert Delbrück (1898–1979) wurde Teilhaber im Familienbankhaus, dessen Nachfolgeinstitut seit 2004 die zur ABN AMRO gehörende Delbrück Bethmann Maffei AG ist.